# Bad Doberan

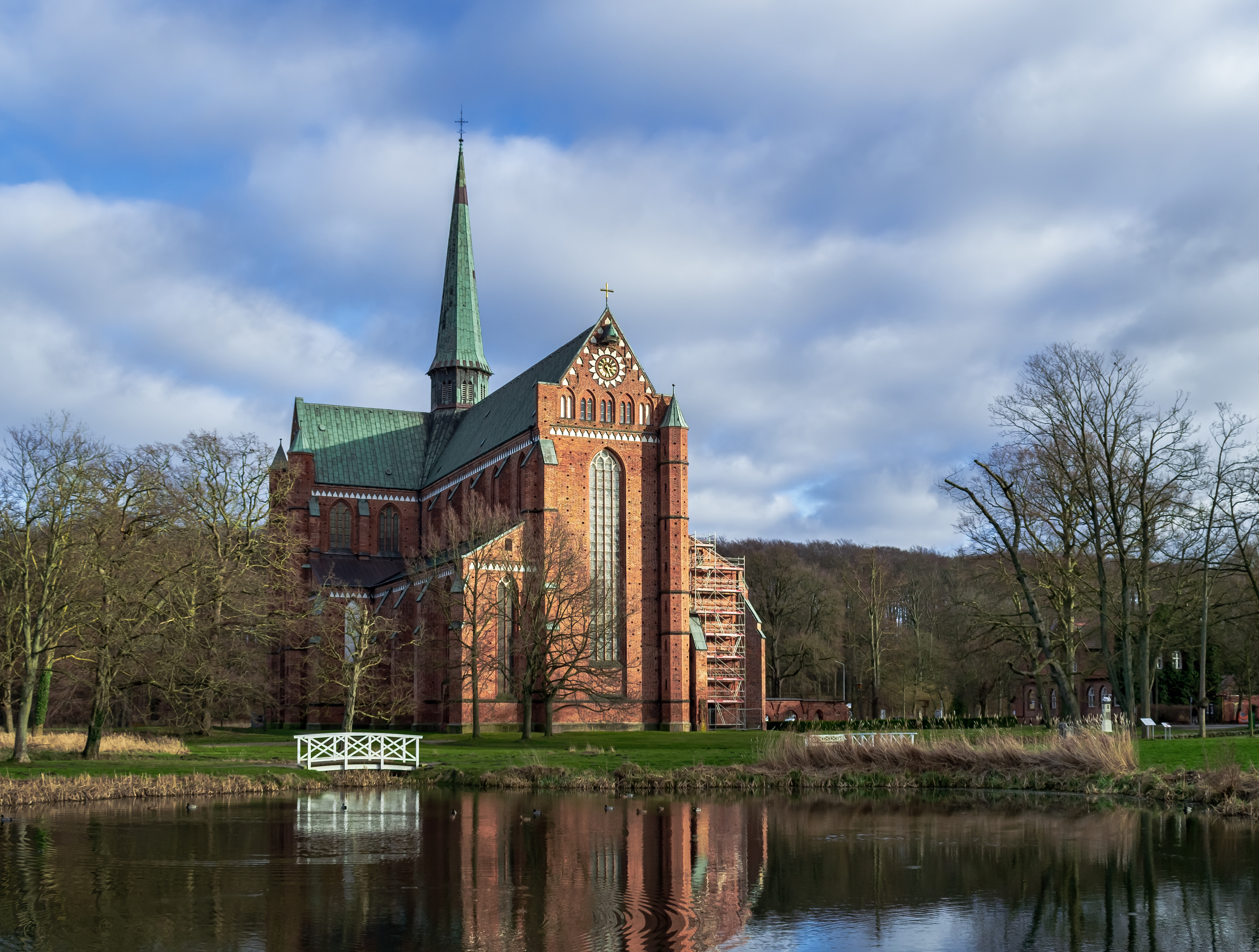
Kościół pocysterski w Bad Doberan

Bad Doberan (do 1921 Doberan) – miasto w północno-wschodnich Niemczech nad Morzem Bałtyckim, w kraju związkowym Meklemburgia-Pomorze Przednie, w powiecie Rostock, siedziba urzędu Bad Doberan-Land. Do 3 września 2011 siedziba powiatu Bad Doberan. Leży 15 km na zachód od centrum Rostocku. Według danych z 31 grudnia 2008 miasto zamieszkiwało 11 294 ludzi.
Jedną z dzielnic miasta jest najstarszy niemiecki kurort nadbałtycki – Heiligendamm. Dzięki tej części miasta jest ono bardzo popularną miejscowością uzdrowiskową i kąpieliskową oraz celem wycieczek wielu turystów.
W mieście znajduje się kościół pocysterski, w którym pochowani są władcy Meklemburgii oraz królowa Danii Małgorzata Sambiria.

## Toponimia
Nazwa Doberan pochodzi z języka połabskiego i oznacza dosłownie „dobre miejsce”. Związana jest z nią legenda dotycząca postaci księcia meklemburskiego Henryka Borwina I (1178-1227). Przed udaniem się na polowanie miał on złożyć przysięgę, że w miejscu pomyślnych łowów ufunduje klasztor. Gdy na mokradłach ustrzelił jelenia, z pobliskich trzcin wyfrunął łabędź, krzyczący „dobr, dobr”. Dziś jeleń i łabędź znajdują się w herbie miasta.

## Transport
Pomiędzy Bad Doberan a Kühlungsborn kursuje Bäderbahn Molli.

## Współpraca międzynarodowa
Miastem partnerskim Bad Doberan od roku 1991 jest miasto Bad Schwartau w Szlezwiku-Holsztynie, chociaż pierwsze kontakty partnerskie zapoczątkowano już dwa lata wcześniej.

## Miasta partnerskie
- Bad Schwartau